# Arcebispo da Cidade do Cabo
O Arcebispo da Cidade do Cabo (do inglês:Archbishop of Cape Town) é o Primaz e Metropolita da Igreja Anglicana da África Austral. O atual Primaz é o Rev. Thabo Makgoba. 

## Lista de Arcebispos da Cidade do Cabo
| Nome                             | Duração do Arcebispado | Notas |
| -------------------------------- | ---------------------- | --- |
| Robert Gray                      | 1809-1872              | O primeiro Bispo Anglicano da África do Sul.                                                                                     |
| William West Jones               | 1897-1908              | Liderou a Arquiocese desde 1874, mas só aceitou o título de Arcebispo em 1897.                                                   |
| William Marlborough Carter       | 1909-1931              | |
| Francis Robinson Phelps          | 1931–1938              | |
| John Russell Darbyshire          | 1938–1948              | |
| Geoffrey Hare Clayton            | 1948–1957              | |
| Joost de Blank                   | 1957–1963              | |
| Robert Selby Taylor              | 1964–1974              | Condecorado Cavaleiro do Império Britânico                                                                                       |
| Bill B. Burnett                  | 1974-1981              | |
| Philip Welsford Richmond Russell | 1981-1986              | |
| Desmond Tutu                     | 1986-1996              | O primeiro negro a ocupar este cargo na África do Sul Ganhador do Prêmio Nobel da Paz Condecorado Cavaleiro da Ordem de São João |
| Njongonkulu Ndungane             | 1996–2007              | |
| Thabo Makgoba                    | 2007-presente          | Atual Arcebispo da Cidade do Cabo                                                                                                |